# Petra Štolbová
Petra Štolbová, född 29 juni 2001 i Prag, är en tjeckisk taekwondoutövare. 

## Karriär
I maj 2022 tog Štolbová silver i 62 kg-klassen vid EM i Manchester efter en finalförlust mot spanska Jone Magdaleno. I juni 2023 tog hon ännu ett silver i 62 kg-klassen vid europeiska spelen i Kraków-Małopolska efter en finalförlust mot belgiska Sarah Chaâri.
I maj 2024 tog Štolbová brons i 62 kg-klassen vid EM i Belgrad. Vid sommaruniversiaden 2025 i Essen tog hon silver i 62 kg-klassen efter en finalförlust mot turkiska Şevval Çakal.